# V438 Близнецов
V438 Близнецов (лат. V438 Geminorum) — двойная затменная переменная звезда типа W Большой Медведицы (EW) в созвездии Близнецов на расстоянии приблизительно 1 027 световых лет (около 315 парсек) от Солнца. Видимая звёздная величина звезды — от +13,35m до +12,7m. Орбитальный период — около 0,3029 суток (7,2685 часа).

## Характеристики
Первый компонент — жёлто-оранжевый карлик спектрального класса K-G. Радиус — около 1,05 солнечного, светимость — около 0,581 солнечной. Эффективная температура — около 4927 К.
Второй компонент — жёлто-оранжевый карлик спектрального класса K-G.